# Ewa Maria Ostrowska
Ewa Maria Ostrowska ps. „Brunon Zbyszewski”, „Nancy Lane” (ur. 24 grudnia 1938 w Nowej Wilejce (Litwa), zm. 12 lipca 2012 w Wierzbinach) – polska pisarka i dziennikarka.

## Życiorys
Swoje pierwsze lata spędziła u dziadków – Bronisławy i Witolda Kondrackich, w Landwarowie. Przeżycia związane z tym okresem na zawsze utkwiły w jej pamięci. Gdy miała pięć lat strzelał do niej żołnierz. Mieszkając u dziadków dowiedziała się, że jej ojciec zginął w Katyniu. Dalsze lata spędziła z dziadkami w Ornecie na Warmii; potem przeniosła się do Łodzi.
Studiowała socjologię na Uniwersytecie Łódzkim, pisywała w łódzkiej prasie, a potem wyprowadziła się na wieś, do Wierzbin na Mazurach.
Autorka przede wszystkim powieści obyczajowych; interesował ją krąg spraw rodzinnych. Wydawała również książki dla dzieci i młodzieży, thrillery, kryminał i zbiór opowiadań. Za książkę Co słychać za tymi drzwiami otrzymała nagrodę IBBY (1983). Otrzymała również Nagrodę Prezesa Rady Ministrów za twórczość dla dzieci i młodzieży. Książki wydawała jako Ewa Ostrowska. Jej książki tłumaczone były na języki: czeski, słowacki, węgierski i rosyjski.

## Twórczość

### Zbiór opowiadań
- Tort urodzinowy (1965)

### Powieści obyczajowe
- Pierwszy dzień tygodnia (1966)
- Nim jabłoń zdziczeje (1968)
- Ptaki na niebie (1968)
- Gdzie winą jest dużą… (1970)
- Między nami niebotyczne góry (1974)
- Śniła się sowa (1979)
- Owoc żywota twego ISBN 978-83-7337-613-7 (2004)
- Ja, pani woźna ISBN 978-83-7437-311-1 (2008)
- Abonent chwilowo niedostępny ISBN 978-83-7437-355-5 (2009)

### Thrillery
- Ścigany przez samego siebie jako Brunon Zbyszewski (1972)
- Sidła strachu jako Brunon Zbyszewski (1972), wznowienie książki ISBN 978-83-7437-251-0 Ścigany przez samego siebie pod prawdziwym imieniem i nazwiskiem autorki (2007)
- Gra ze śmiercią w tle jako Nancy Lane ISBN 978-83-7437-199-5 (2007)
- Bez wybaczenia ISBN 978-83-7437-356-2 (2009)
- Kamuflaż ISBN 978-83-62465-04-0 (2011)

### Kryminały
- Pamiętaj o Róży (1978) (wznowienie, ISBN 978-83-7437-252-7 2008)

### Teksty w antologiach
- Wizyta (Opowieści wigilijne, 2005)
- Ach, jakie piękne róże (Opowiadania letnie, a nawet gorące, 2006)
- Bardzo długa lekcja (Opowiadania szkolne, 2007)
- Mogliby w końcu kogoś zabić (Kraina czarów Alicji Nowak, 2010)

### Książki dla dzieci i młodzieży
- Przygody króla Gucia i króla Maciusia (1972) (wydanie poprawione, ISBN 978-83-7437-284-8 2008)
- O Królu Cukrowym, Marcepanowej Królewnie, Piernikowym Paziu i Kucharce Pelasi (1974)
- Długa lekcja (1979) (wydanie poprawione, ISBN 978-83-7437-217-6 2007)
- Co słychać za tymi drzwiami (1982) (wydanie zmienione, ISBN 978-83-205-4742-9 2008)
- Księżniczka i wszy (1983) (następne wydanie, ISBN 978-83-7437-532-0 2010)
- Mama, Kaśka, ja i gangsterzy (1984) (wydanie poprawione, ISBN 978-83-7437-218-3 2007)
- W tej sali nie ma złodziei (1987)
- Bociany zawsze wracają do gniazd (1988) (wydanie wznowione, poprawione, ISBN 978-83-7437-524-5 2011)
- Głupia, jak wszyscy ISBN 978-83-7437-346-3 (1988) (wydanie zmienione, ISBN 978-83-7437-346-3 2009)
- Zabić ptaka ISBN 978-83-85059-16-5 (1990)
- Babcia, my i gangsterzy ISBN 978-83-7437-243-5 (2007); kontynuacja książki Mama, Kaśka, ja i gangsterzy
- Adaś i miś ISBN 978-83-7437-285-5 (2008)
- Kindziombal atakuje ISBN 978-83-7437-299-2 (2008)
- Ósmy Cud Świata króla Jędrusia ISBN 978-83-7437-298-5 (2008)
- Pan Rurak ISBN 978-83-7437-286-2 (2008)
- Pierścioneczek ISBN 978-83-7437-287-9 (2008)
- Sen Maciusia ISBN 978-83-7437-297-8 (2008)
- Kuba sam w domu ISBN 978-83-7437-321-0 (2009)
- Loczek, czyli sposób na Zuzię ISBN 978-83-7437-322-7 (2009)
- Mamusia i krokodyl Kamilka ISBN 978-83-7437-320-3 (2009)
- Jaś kosmonauta ISBN 978-83-7437-366-1 (2009)
- Nowy przyjaciel króla Jędrusia ISBN 978-83-7437-368-5 (2009)
- Spotkanie Kacperka ISBN 978-83-7437-367-8 (2009)
- Aniołki z ul. Śliwkowej, czyli tajemnica państwa Mroczków ISBN 978-83-7437-446-0 (2009)
- Grześ, tatuś i dalekie wędrówki ISBN 978-83-7437-502-3 (2010)
- Bojesie niebojesie ISBN 978-83-7437-525-2 (2010)
- Taka miła starsza pani ISBN 978-83-7437-527-6 (2010)
- Zapominalski tatuś ISBN 978-83-7437-526-9 (2010)
- Ewcia i drzewko szczęścia ISBN 978-83-7437-586-3 (2010)
- Dwie niesamowite bajki nie bajki mamy ISBN 978-83-7437-558-0 (2010)
- Marcinek i zajączek ISBN 978-83-7437-666-2 (2011)
- O Anuli, która chciała zostać strażakiem ISBN 978-83-7437-662-4 (2011)
- Przybij piątkę, kolego! ISBN 978-83-7437-667-9 (2011)

## Ekranizacje
- Ścigany przez samego siebie – odc. 12 serialu 07 zgłoś się z 1981 pod tym samym tytułem

## Upamiętnienie
Michał Paweł Urbaniak zadedykował pamięci Ewy Ostrowskiej swoją powieść Lista nieobecności.